# Torçal
Torçal é uma espécie de cordão trançado que pode ser usada em diversos adereços de vestimentas. Podem distinguir símbolo de autoridade, especialização, destreza, padronização. O torçal em si não traz o significado da “potestade”, mas representa em suas dobras a força do enlace com o qual sustenta a “capa”, a “posição”, ou a “força” que dele emana para o “distintivo” pendente, ou do instrumento que será a representação que “sustenta”; em suas cores representa a região, a especialização, e notoriedade.

## Vestes talares
Sobre “As Vestes Talares Na Universidade”, Gilda Fleury Meirelles, descreve o Torçal da seguinte forma:
“Torçal com borla pendente — espécie de corda trançada, geralmente de seda, que reveste a pala e a gola da beca. É complementado pelas borlas pendentes — enfeite em forma de bola, geralmente de madeira recoberta de seda — e ambos formam os alamares”.
A Universidade do Estado do Rio de Janeiro elaborou “Manual de Cerimonial e Organização de Eventos com objetivo de divulgar o processo de execução destes, visando a auxiliar todos os Departamentos da Universidade ao eliminar dúvidas sobre eventos e cerimônias.” Onde nesse cerimonial descreve em alguns pontos a presença do torçal.

BECA
Capa preta de tecido diverso tem vários modelos. O mais comum é com mangas longas e duplas, pala larga, grandes costais, com sobrepeliz e franzido na cintura. Possui botões internos para abotoar,
torçal com bola pendente, tarja na pala e costais, estas na cor da área do conhecimento do professor.
Suas medidas são iguais às da murça. Para os eclesiásticos é usada a túnica e para os magistrados,
toga.
BORLA
Enfeite em forma de círculo, geralmente de madeira, recoberto de seda, com fios pendentes, preso pelo torçal que circunda a pala ou a gola da beca. 

O torçal é usado por vestimentas de gala dos bombeiros tanto no Brasil como em Portugal.

## Na poesia
No “Canto Armorial ao Recife, capital do Reino do Nordeste”, de Ariano Suassuna está lá presente o “torçal de prata”:

Sim! Porque na Colina-consagrada
Onde o leão do Coelho pôs a pata
(Ouro-Velho, Ouro Preto, Pombo Verde
do Salvador, das águas e das arcas)
se funde todo o Império do Brasil,
o ouro das Minas e o torçal de prata.

## No dicionário
O dicionário Aurélio descreve o verbete “alamar” como sendo: Fios com que se enfeita roupa. Galão de fio metálico, ou de seda, etc., que guarnece e abotoa a frente de um vestuário, passando de um lado a outro da abotoadura.
Alfredo Maceira Rodríguez, no seu artigo Contribuição do Espanhol ao Léxico do Português, adiciona o torçal como sendo: “torçal. [esp. torzal.]. S. m. Cordão de fios de retrós. Cordão de fios de ouro e prata. Bras. Cabresto”.
Alamar é uma representação do torçal, um “termo empregado para designar a presilha que mantém atada a capa de asperges. Também significa o torçal que une a estola sacerdotal sobre o peito do que dela faz uso”. O torçal, nesse contexto, sustenta o símbolo de autoridade sacerdotal.

## No uso militar
No Colégio Naval, o estandarte é debruado, ou seja, ao mesmo que é um ornamento, é guardado, protegido pelo torçal.

O Estandarte do Colégio Naval foi aprovado pela portaria nº 1118, de 11 de julho de 1984 pelo então, Ministro da Marinha Almirante de Esquadra Alfredo Karam. Ele consiste de um campo retangular de seda prateada de 1,20m x 1,00m, debruado com torçal de azul e prata, encimado por ponta de lança, de prata, e guarnecido por duas fitas, de azul e prata, franjadas de ouro, contendo a inscrição "Colégio Naval", de ouro, numa delas, ambas pendentes de roseta azul e prata. A prata do Estandarte evoca a Marinha em seu metal clássico e o conjunto heráldico constante do mesmo, o distintivo do Colégio Naval, a ele se reporta.

Da mesma forma é utilizado o Torçal nas polícias militares, um adereço de complemento à guarnição. Numa observação rápida, pode parecer que o cordão traçado sobre o ombro do policial não tem qualquer utilidade senão adereço, contudo pende o que transmitirá “ordem” e o que transmitirá “força”. A ordem estará suspensa no “apito”, que por intermédio de códigos internacionais, estabelecidos em Viena, determina o que um condutor de automóvel, por exemplo, deve fazer ao ouvir os silvos. Se um policial der dois silvos breves, estará dando ordem de parada para fiscalização.
O Torçal é preso no ombro do fardamento e passa por debaixo da axila do policial. Da axila forma-se uma corda em dobras que estendem, uma até a extensão da mão do policial, e uma outra pequena corda (em dobras) da extensão que deve alcançar a boca do policial. Na corda menor prende-se o apito, e na corda maior prende-se a alça de fixação da arma que o policial porta.

### Simbólica
A razão do torçal preso à arma é tanto simbólica como prática. Naquele momento a arma se torna uma extensão de seu corpo, plenamente ligado. Simbolicamente está firme nele a representação a “força” que necessita para imposição da “ordem”, e que nunca, em qualquer hipótese, no exercício de sua função, deve entregá-la a terceiro nem render-se a pendê-la ao chão sob ameaça de estar sob risco um refém, por exemplo. A questão simbólica nela contida é descrita em filmes e cenas fortes de policiais em ação: “O policial nunca larga sua arma!”

### Prática
A questão prática para o uso do torçal como extensão do corpo no uso da arma se dá pelo confronto armado ser dinâmico. O uso do torçal em uma perseguição policial com troca de tiros força algumas vezes o policial a pôr a mão e a arma para fora do carro. Uma manobra brusca, um solavanco, pode fazer a arma se soltar das mãos. Estando presa em um torçal, o policial não ficará desarmado em plena perseguição.

### Na guerra
Também durante guerras, um soldado em infiltração, segurando sua arma, poderia ser atingindo por uma mina ou mesmo sofrer um tiro. Nessas situações, o objetivo militar nem sempre era a morte. Uma mina ou um disparo de um fuzil leve tinha mais o objetivo de ferir e atrasar o restante do grupamento, pela presença de um amigo ferido. Ao tentar defendê-lo (o soldado ferido) os demais punham sua vida em risco. O torçal garantiria que quando o soldado fosse atingido por uma mina ou um projétil que o colocasse em situação desfavorável, não ficasse na dependência absoluta de seus parceiros, a arma estaria presa ao torçal, e por conseguinte estaria preso ao seu corpo. O soldado puxaria o torçal e traria sua arma para as mãos e deveria providenciar sua própria defesa. Se o uso de minas e projéteis que não matavam, feriam, era uma arma favorável a quem fazia uso de tal técnica, o torçal garantiria que, mesmo ferido, todo soldado é letal, e nunca estará indefeso.

## Cores
Segundo a convenção de Viena, o torçal branco representa que a autoridade que a detém é da área do trânsito.
Para os Desbravadores e Aventureiros da Divisão Sul Americana da Igreja Adventista do Sétimo Dia (DSA), a posição de liderança é representado por um torçal Torçal vermelho no ombro esquerdo, com ou sem apito.

## Brasão
O torçal, também é descrito no brasão da família Fernandes:

Brasão: Esquartelado: o primeiro de ouro, com uma águia de duas cabeças, de negro, armada de vermelho, carregada de um crescente de prata no peito; o segundo de vermelho, com três escudetes de prata, cada escudete com uma cruz de vermelho; o terceiro de vermelho, com um castelo de prata, e o quarto de vermelho, com três vieiras de prata. Timbre: uma águia estendida de uma só cabeça, de negro, com um esdudete do segundo quartel no bico, pendente de um torçal de vermelho.

E também o torçal vermelho está presente no Brasão da freguesia de S. Pedro de Castelões:

O Brasão, a Bandeira e o selo da freguesia foram também apresentados nesta altura. A descrição do Brasão é a seguinte: escudo verde, duas chaves de ouro passadas em aspa, atadas por um torçal de cor vermelha, com um pé de zinco, faixetas ondadas de prata e azul; flanquedo de negro, carregados os flancos de um ramo com duas folhas e um ouriço de castanhas, tudo em ouro. Coroa mural de quatro torres de prata. Listel branco com a legenda a negro "Vila de S. Pedro de Castelões".

As armas dos Monteiro é descrita pelo colégio Brasileiro de Genealogias, da seguinte forma:

Em campo de prata, três cornetas de preto em roquete, com bocas de ouro e cordões vermelhos. Timbre: duas buzinas postas em aspa, atadas com um torçal de prata.